# Gymnadenia austriaca
Cẩm nha Áo (danh pháp hai phần: Gymnadenia austriaca) là một loài thực vật có hoa trong họ Lan. Loài này được (Teppner & E.Klein) P.Delforge mô tả khoa học đầu tiên năm 1998.

## Hình ảnh

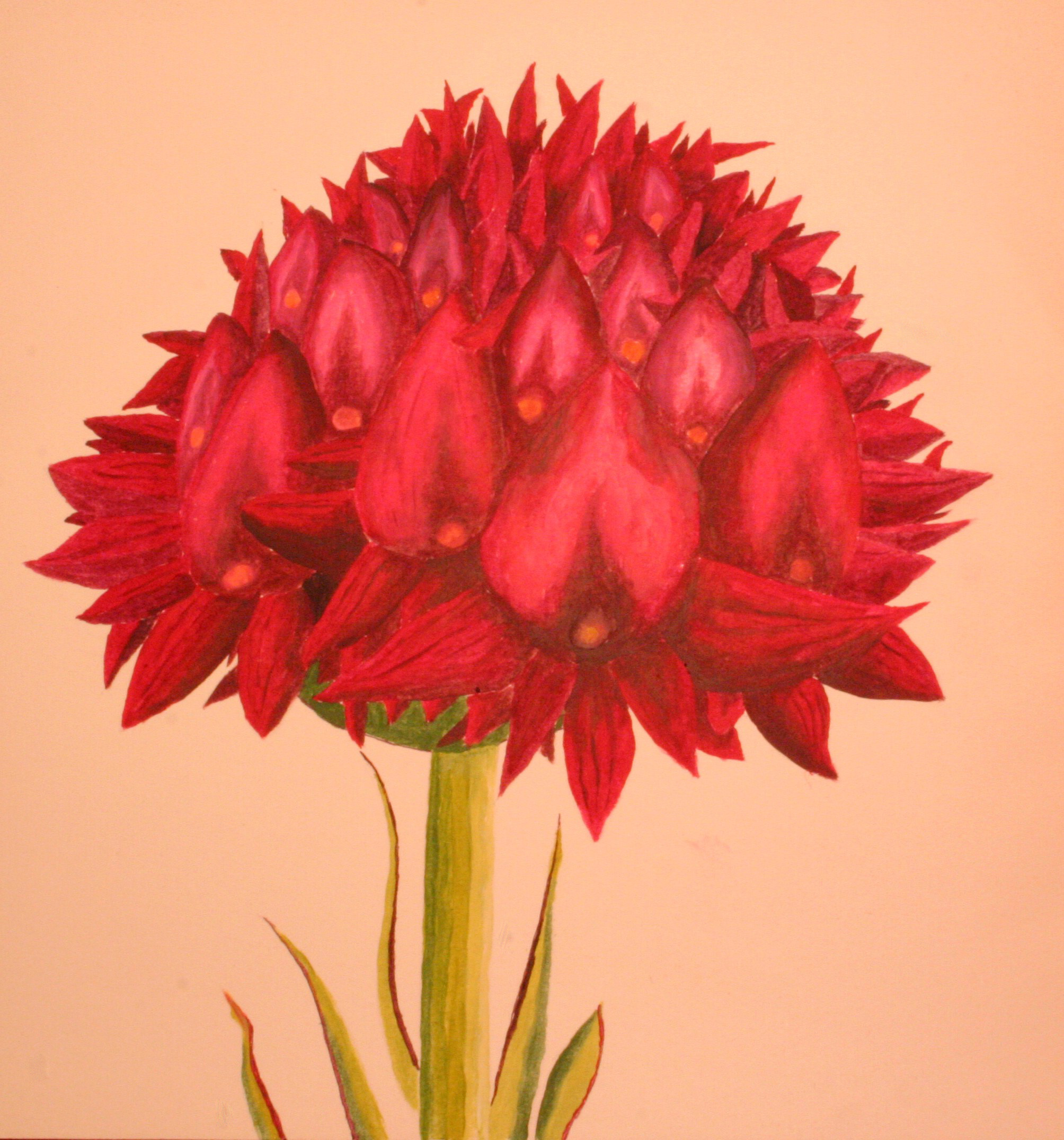
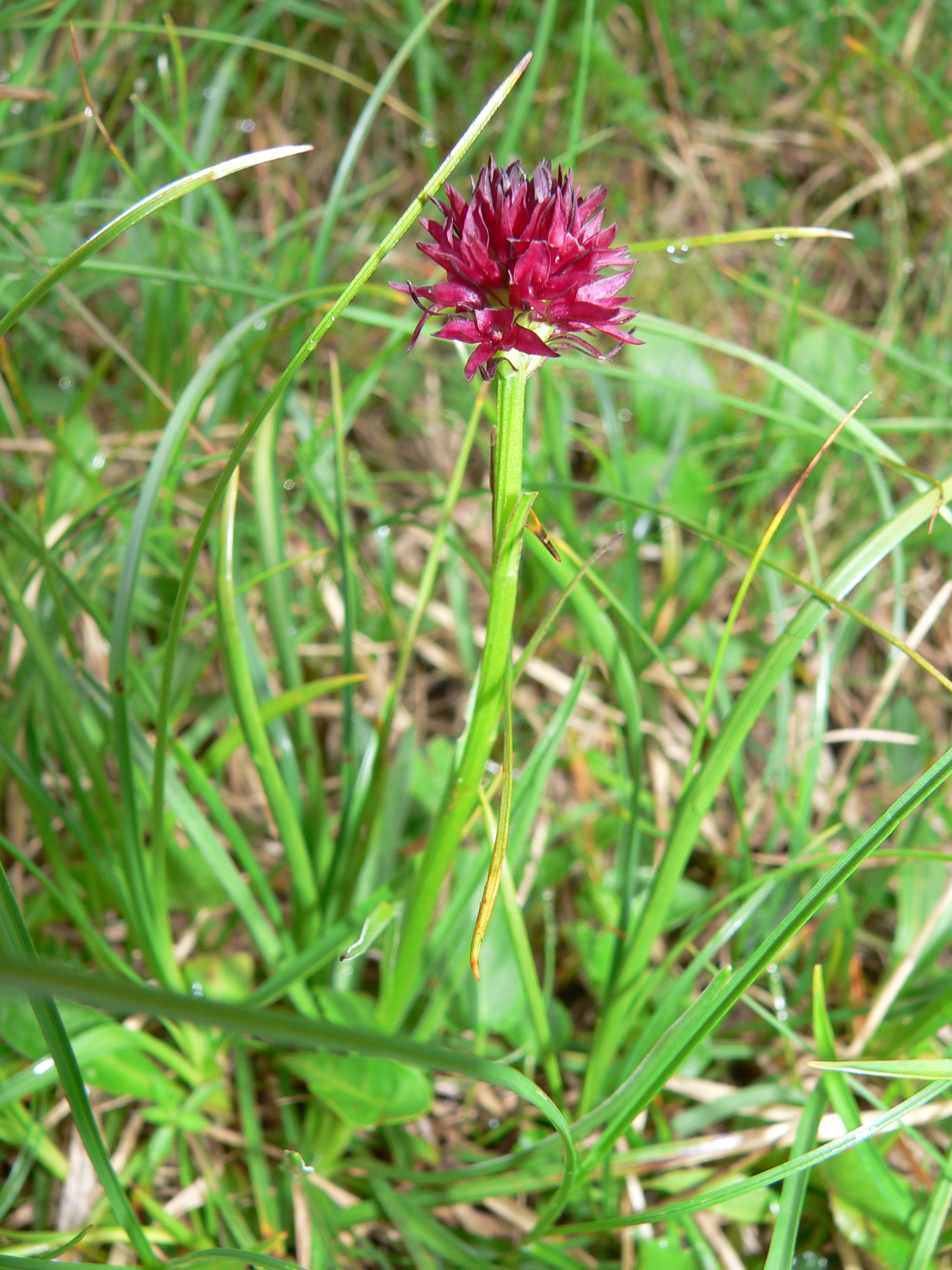